# Muricaecibacterium
Muricaecibacterium es un género de bacterias grampositivas de la familia Atopobiaceae. Actualmente (2004) contiene una sola especie descrita: Muricaecibacterium torontonense. Fue descrito en el año 2023. Su etimología hace referencia a bacteria del ciego de ratón. El nombre de la especie hace referencia a Toronto, Canadá. Es anaerobia e inmóvil. Crece de forma individual, en parejas o cadenas cortas. Tiene un contenido de G+C de 58,8%. Se ha aislado del intestino de un ratón. 